# Hassan Idrissi
Hassan Idrissi (Etterbeek, 15 juli 1976 – Saintes, 7 mei 2023) was een Belgisch politicus voor de PS.

## Levensloop
Idrissi werd geboren als zoon van een vader van Marokkaanse origine en een moeder van Italiaanse origine. Beroepshalve werd hij sociaal werker, justitieassistent, coördinator van de vzw La Maison de Jeunes - Le Point de Rencontre en projecthoofd van het sociale cohesieplan in Rebecq. In 2005 stichtte hij samen met Dimitri Legasse en Giovani Caprizi het culturele muziekfestival Concerto à 5 euros.
Voor de PS was hij van 2012 tot 2018 gemeenteraadslid van Tubeke. In 2018 nam hij ontslag uit de gemeenteraad om familiale redenen. In december 2018 werd hij lid van het Waals Parlement en het Parlement van de Franse Gemeenschap ter opvolging van Dimitri Legasse. Hij bleef tot in mei 2019. Bij de verkiezingen die maand stond Idrissi als tweede opvolger op de Waals-Brabantse PS-lijst voor de Kamer van volksvertegenwoordigers.
Idrissi maakte op 46-jarige leeftijd een einde aan zijn leven.